# Bernold (évêque de Strasbourg)
Pour les articles homonymes, voir Bernold (homonymie).
Bernold ou Bernoldus est un évêque de Strasbourg, attesté de juin 823 à mai 833.

## Biographie
Bernold est d'origine saxonne. Il est éduqué à l'abbaye de Reichenau,, puis à la cour de l'empereur Charlemagne. 
Alors qu'il est vraisemblablement membre de la Chapelle du palais, il est nommé évêque de Strasbourg. Il est attesté pour la première fois dans cette fonction dans une charte de juin 823, dans laquelle l'empereur Louis le Pieux confirme un échange conclu entre l'évêque Bernold et le comte Erchangaire.
Vers 826-827, Louis le Pieux exile Ermold le Noir à Strasbourg auprès de Bernold,. Ermold témoigne dans ses vers du bon traitement qu'il reçoit de la part de Bernold,.
En juin 829, Bernold participe à un concile organisé à Mayence sous la présidence d'Odogaire.
En tant que missus, Bernold est envoyé comme  à l'abbaye de Pfäfers, pour enquêter sur des conflits de pouvoir dans ce monastère. C'est probablement au palais impérial d'Ingelheim en juin 831 qu'il fait son rapport à Louis Le Pieux et en obtient, le 6 juin 831, une charte de privilège d'exemption de tonlieu pour la cathédrale de Strasbourg,.
Avec le comte Hrocharius et l'abbé de Münster, Bernold est également envoyé comme missus à Coire pour régler un litige,,. Avec le  comte Gérold et l'évêque de Vérone Ratold, Bernold accompagne Anschaire à Rome pour demander l'érection de Hambourg en archevêché,,.
En mai 833, Bernold est peut-être chargé par Louis le Pieux d'une mission auprès de ses fils révoltés,. Il n'est plus attesté ensuite. Bernold meurt un 17 avril. Walalfrid Strabon compose son épitaphe.